# Selección de fútbol playa de los Países Bajos
La Selección de fútbol playa de los Países Bajos es el equipo que representa al país en la Copa Mundial de Fútbol Playa de FIFA y en la Euro Beach Soccer League y es controlada por la KNVB.

## Estadísticas

### Copa Mundial de Fútbol Playa FIFA
| Copa Mundial de Fútbol Playa FIFA | Copa Mundial de Fútbol Playa FIFA | Copa Mundial de Fútbol Playa FIFA | Copa Mundial de Fútbol Playa FIFA | Copa Mundial de Fútbol Playa FIFA | Copa Mundial de Fútbol Playa FIFA | Copa Mundial de Fútbol Playa FIFA | Copa Mundial de Fútbol Playa FIFA |
| Año                               | Ronda                             | J                                 | G                                 | G+                                | P                                 | GF                                | GC                                |
| --------------------------------- | --------------------------------- | --------------------------------- | --------------------------------- | --------------------------------- | --------------------------------- | --------------------------------- | --------------------------------- |
| 2005                              | No clasificó                      | No clasificó                      | No clasificó                      | No clasificó                      | No clasificó                      | No clasificó                      | No clasificó                      |
| 2006                              | No clasificó                      | No clasificó                      | No clasificó                      | No clasificó                      | No clasificó                      | No clasificó                      | No clasificó                      |
| 2007                              | No participó                      | No participó                      | No participó                      | No participó                      | No participó                      | No participó                      | No participó                      |
| 2008                              | No clasificó                      | No clasificó                      | No clasificó                      | No clasificó                      | No clasificó                      | No clasificó                      | No clasificó                      |
| 2009                              | No clasificó                      | No clasificó                      | No clasificó                      | No clasificó                      | No clasificó                      | No clasificó                      | No clasificó                      |
| 2011                              | No clasificó                      | No clasificó                      | No clasificó                      | No clasificó                      | No clasificó                      | No clasificó                      | No clasificó                      |
| 2013                              | Fase de grupos                    | 3                                 | 0                                 | 1                                 | 2                                 | 6                                 | 12                                |
| 2015                              | No participó                      | No participó                      | No participó                      | No participó                      | No participó                      | No participó                      | No participó                      |
| 2017                              | No clasificó                      | No clasificó                      | No clasificó                      | No clasificó                      | No clasificó                      | No clasificó                      | No clasificó                      |
| 2019                              | No participó                      | No participó                      | No participó                      | No participó                      | No participó                      | No participó                      | No participó                      |
| 2021                              | No participó                      | No participó                      | No participó                      | No participó                      | No participó                      | No participó                      | No participó                      |
| Total                             | 1/11                              | 3                                 | 0                                 | 1                                 | 2                                 | 6                                 | 12                                |

### Clasificación Copa Mundial FIFA
| Clasificación de UEFA para la Copa Mundial de Fútbol Playa FIFA | Clasificación de UEFA para la Copa Mundial de Fútbol Playa FIFA | Clasificación de UEFA para la Copa Mundial de Fútbol Playa FIFA | Clasificación de UEFA para la Copa Mundial de Fútbol Playa FIFA | Clasificación de UEFA para la Copa Mundial de Fútbol Playa FIFA | Clasificación de UEFA para la Copa Mundial de Fútbol Playa FIFA | Clasificación de UEFA para la Copa Mundial de Fútbol Playa FIFA | Clasificación de UEFA para la Copa Mundial de Fútbol Playa FIFA |
| Año                                                             | Ronda                                                           | J                                                               | G                                                               | G+                                                              | P                                                               | GF                                                              | GC                                                              |
| --------------------------------------------------------------- | --------------------------------------------------------------- | --------------------------------------------------------------- | --------------------------------------------------------------- | --------------------------------------------------------------- | --------------------------------------------------------------- | --------------------------------------------------------------- | --------------------------------------------------------------- |
| 2008                                                            | Fase de grupos                                                  | 3                                                               | 0                                                               | 1                                                               | 2                                                               | 10                                                              | 13                                                              |
| 2009                                                            | Octavos de final                                                | 4                                                               | 2                                                               | 0                                                               | 2                                                               | 16                                                              | 17                                                              |
| 2011                                                            | Octavos de final                                                | 4                                                               | 2                                                               | 0                                                               | 2                                                               | 12                                                              | 17                                                              |
| 2013                                                            | Cuarto lugar                                                    | 8                                                               | 5                                                               | 1                                                               | 2                                                               | 31                                                              | 24                                                              |
| 2015                                                            | No participó                                                    | No participó                                                    | No participó                                                    | No participó                                                    | No participó                                                    | No participó                                                    | No participó                                                    |
| 2017                                                            | Fase de grupos                                                  | 3                                                               | 1                                                               | 0                                                               | 2                                                               | 4                                                               | 17                                                              |
| 2019                                                            | No participó                                                    | No participó                                                    | No participó                                                    | No participó                                                    | No participó                                                    | No participó                                                    | No participó                                                    |
| 2021                                                            | No participó                                                    | No participó                                                    | No participó                                                    | No participó                                                    | No participó                                                    | No participó                                                    | No participó                                                    |
| Total                                                           | 5/8                                                             | 22                                                              | 10                                                              | 2                                                               | 10                                                              | 73                                                              | 88                                                              |